# Dance (Gary Numan)
Dance è il quinto album discografico di Gary Numan, pubblicato dalla Beggars Banquet Records nel settembre 1981.
È il primo album del cantante dopo aver dichiarato la sua intenzione di non suonare più concerti dal vivo, dopo i concerti del "Teletour" ed i concerti di "addio" tenuti a Wembley ad aprile dell'81. Alcuni brani di Dance - "She's Got Claws", "Cry the Clock Said", "Moral" (una rivisitazione del brano "Metal" da The Pleasure Principle) e "Stories" sono stati presentati in anteprima durante questi concerti, seppur in una forma incompleta rispetto alle versioni dell'album.
Fedele alla sua promessa, Numan non tenne nessuna tournée promozionale dell'album.
Fra i musicisti che hanno collaborato su Dance spiccano i nomi di Mick Karn dei Japan e Roger Taylor dei Queen, oltre ai collaboratori storici dai tempi dei Tubeway Army. Tutti i brani dell'album sono stati scritti dallo stesso Numan, ad eccezione di "Night Talk", scritto insieme al bassista Paul Gardiner.
"She's Got Claws" è l'unico brano pubblicato come singolo, qualche settimana prima dell'uscita dell'album.
Il primo lato dell'album originale contiene solo quattro brani di cui due - "Slowcar to China" e "Cry, The Clock Said" - con la durata di più di nove minuti ognuno.
Il brano "Boys Like Me" riporta la voce sensuale femminile di Connie Filapello, responsabile PR dei Japan, che recita alcune strofe del testo originale, tradotto in italiano. "Boys like me" diventa "ragazzi come me", "listen Zara" diventa "ascolta Zara" e così via. Il suo intervento termina con la frase "Was that OK?" in inglese, seguito da un applauso.
Nel 1999 è stato ristampato in CD con alcune tracce bonus aggiuntive, tra cui Face to Face eseguita col gruppo Dramatis, formato dagli ex membri del precedente gruppo di Numan, i Tubeway Army.

## Tracce
(Musiche e testi di Gary Numan eccetto dove indicato)
1. Slowcar to China – 9:05
2. Night Talk – 4:26
3. A Subway Called "You" – 4:38
4. Cry, the Clock Said – 9:56
5. She's Got Claws – 4:58
6. Crash – 3:39
7. Boys Like Me – 4:16
8. Stories – 3:11
9. My Brother's Time – 4:38
10. You Are, You Are – 4:03
11. Moral – 4:33
12. Stormtrooper in Drag* (Gary Numan, Paul Gardiner) – 4:59
13. Face to Face* – 3:46
14. Dance* – 2:45
15. Exhibition* – 4:24
16. I Sing Rain* – 2:29

(*) = Tracce bonus ristampa CD 1999

## Formazione
- Gary Numan – voce, tastiere (Minimoog, Polymoog, ARP Odyssey), percussioni
- Mick Karn – basso
- Paul Gardiner – basso
- Rrussell Bell - chitarra, violino, cori
- Chris Payne – tastiere (Minimoog, Polymoog, pianoforte), viola
- Cedric Sharpley – percussioni
- Roger Taylor - batteria